# Vicolo cieco (film 2016)
Vicolo cieco (A Kind of Murder) è un film del 2016 diretto da Andy Goddard.
La pellicola, basata sul romanzo The Blunderer di Patricia Highsmith, è interpretata da Patrick Wilson, Jessica Biel, Vincent Kartheiser, Haley Bennett e Eddie Marsan. Il film è stato presentato in anteprima mondiale al Tribeca Film Festival il 17 aprile 2016, per poi essere distribuito nelle sale statunitensi il 16 dicembre 2016 da Magnolia Pictures.

## Trama
Walter Stackhouse è un noto, ricco e invidiato architetto di New York che vive un matrimonio infelice con la nevrotica e piena di ossessioni Clara. La donna non vuole curarsi e Walter non ha il coraggio di separarsi. L'unione viene ulteriormente messa in crisi quando Walter subisce il fascino e trova una forte intesa con Ellie, una cantante ingaggiata per una festa organizzata da Clara. Un giorno Walter legge su un giornale la notizia dell'efferata uccisione di una donna, moglie del libraio Kimmel, che viene subito sospettato di essere l'autore dell'omicidio, ma che la polizia non riesce ad incriminare per mancanza di prove.
Walter rimane ossessionato dall'evento ritagliando gli articoli di giornale e avvicinandosi a Kimmel pensando di poter scrivere un romanzo su quanto accaduto. Quando un giorno anche Clara viene trovata morta, l'uomo finisce rapidamente nel mirino degli investigatori, che ignorano l'esistenza del reale assassino. La sua posizione peggiora proprio a seguito del rinvenimento da parte del detective Corby degli articoli di giornale ritagliati e dalle visite fatte da Walter al libraio. Il poliziotto ritiene che Walter abbia imitato Kimmel. Walter viene evitato da familiari e amici e anche la sua carriera ne risente.
Nel frattempo Kimmel è sempre più infastidito e irritato da Walter perché gli ha portato la polizia intorno e teme quindi di essere scoperto e pertanto si reca da Walter per eliminarlo, ma Corby lo pedina. Ne segue una serie di inseguimenti e una serie di sparatorie nelle quali tutti e tre i protagonisti rimangono uccisi.